# Eccius dedolatus

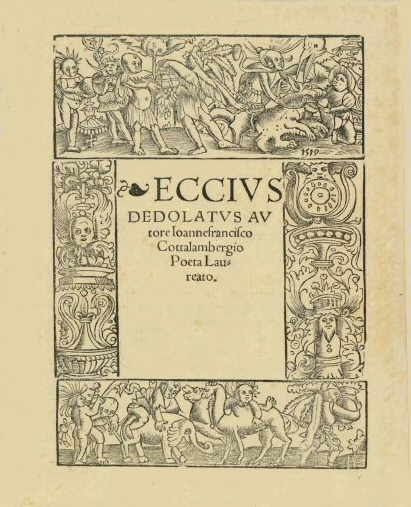
Titelblatt

Der Eccius dedolatus (auch Eckius dedolatus) (Der enteckte Eck) ist eine Spottschrift, die 1520 unter dem Pseudonym Johannfranciscus Cottalembergius in drei Auflagen erschien. Sie verhöhnt den Theologen und Gegner Martin Luthers, Johannes Eck. Die Autoren sind unbekannt, als wahrscheinlich gilt, dass  der Humanist Willibald Pirckheimer Hauptautor dieser Gemeinschaftsarbeit gewesen ist. Als Mitautoren gelten u. a. die Humanisten Nikolaus Gerbel und Fabianus Zonarius, bei diesen ist die Mitarbeit aber nicht belegt.

## Hintergrund
Mit der Veröffentlichung der 95 Thesen Martin Luthers 1517 begann ein theologischer Streit unter Humanisten und Theologen. Es war Johann Eck, der zuerst mit Gegenthesen auf Luther reagierte und zum engagierten Verteidiger der Gnadenschätze, der Messe und des Papstes, gleichzeitig aber auch zum scharfen innerkirchlichen Kritiker und Forderer von Reformen wurde. Schon im Frühjahr 1518 wurde Luther von den Dominikanern der Ketzerei bezichtigt, im Juni der Prozess gegen Luther in Rom eröffnet. Friedrich III., Kurfürst von Sachsen, bestand jedoch darauf, dass der päpstliche Legat Thomas Cajetan sich erst persönlich mit Luther traf, worin Rom einwilligte, da zur gleichen Zeit die Wahl des römisch-deutschen Königs anstand, und der Papst das Wohlwollen des Kurfürsten nicht verlieren wollte. So verzögerte sich der Prozessverlauf. Zwischen Luther und Eck wurde eine  Disputation in Leipzig vereinbart, die in den drei Wochen zwischen dem 27. Juni und dem 15. Juli 1519 stattfand.

## Entstehungszeit
Thema und Verlauf der Leipziger Disputation sind zwar nicht Gegenstand, waren aber der unmittelbare Anstoß zum Eckius dedolatus, der direkt im Anschluss im Nachsommer 1519 entstanden sein dürfte. Genau hieraus ergibt sich die zeitliche Schwellensituation der Satire: ihr innerer Grad an Aktualität ist die Zeit gleich nach Ecks Rückkehr aus Leipzig nach Ingolstadt und dürfte mit dem Zeitraum der Abfassung zusammenfallen. Eck bereitete hier einerseits einen Bericht über die Disputation für Rom vor, andererseits verfasste er die umfangreiche Schrift De primatu Petri. Im Februar reiste er nach Rom, wo am 1. Februar 1520 der Prozess gegen Luther unter dem Vorsitz der Kardinäle Cajetan und Pietro Accolti wieder aufgenommen worden war. Eine weitere Kommission, in der neben den genannten auch Eck sich befand, bereitete die Bannandrohungsbulle Exsurge Domine vor, die am 15. Juni 1520 erlassen wurde. Von all dem ist im Eckius dedolatus nicht mehr die Rede. Wie sich aus verschiedenen Briefen rekonstruieren lässt, muss der Text Ende Februar 1520 fertig vorgelegen haben, denn am 17. Februar erwähnt Bernhard Adelmann ihn, später, am 10. Juli schreibt Luther über den gedruckten Dialog.

## Inhalt
Nach seiner Rückkehr von der Leipziger Disputation liegt Johannes Eck krank in Ingolstadt. Durch übermäßigen Weinkonsum erhofft er sich eine Linderung seines inneren Brennens. Der Kranke schickt nach seinen Freunden und gemeinsam beschließen sie einen Arzt aus Leipzig zu rufen. Die Hexe Canidia wird damit beauftragt einen Brief zu übergeben. Die darin geschilderten Leiden lösen große Anteilnahme aus. Schließlich schickt die Theologische Fakultät Eck einen berühmten Chirurgen. Zusammen fliegen sie auf einem Ziegenbock nach Ingolstadt zurück.
Der Chirurg untersucht den Kranken und stellt die Diagnose, Eck sei kaum noch zu retten. Auf Drängen der Freunde ist Eck bereit, vor der gefahrvollen Operation noch zu beichten. Zwischen ihm und dem Beichtvater entwickelt sich ein langes Gespräch, an dessen Ende Eck sich selbst die Absolution erteilt. Nun beginnt die Operation, die als Ent-Eckung bezeichnet wird. Zuerst prügeln sieben der Freunde ihn mit Knüppeln glatt, es wird ihm ein Hundszahn ausgerissen und er wird geschoren, man flößt ihm einen beiderseitig abführenden Schlaftrunk ein und bindet ihn an allen vieren ans Bett. Sich übergebend und entleerend entledigt Eck sich der ersten Beschwernisse: Seiner schlecht verdauten theologischen Schriften und seiner Doktorwürde in  kanonischem Recht. Schließlich kommen noch  Ablässe und jene Gelder heraus, die er für seinen Einsatz im Zinsstreit bekommen haben soll. Daraufhin wird Eck gehäutet und verschiedenen Geschwülste herausgeschnitten und ausgebrannt: Gegen allen Protest des wieder erwachten Eck wird er entmannt und seine Wunden mit Pech bestrichen. Nun fühlt Eck sich besser, er verabschiedet den Chirurgen, dessen Dienste er nach Löwen und Köln vermitteln möchte. Der Chor seiner Freunde tadelt den Chirurgen, der glaubte, ein solcher Theologe wie Eck könne geheilt werden.

## Form
Das Auffälligste in der Gestalt des Eccius dedolatus ist seine konsequent durchgehaltene dramatische Form. Bei der Lektüre ergibt sich der Eindruck einer szenischen Abfolge und am Schluss wird ein Aufführungsdatum genannt (der 20. Februar 1520). Verschiedentlich ist versucht worden, die dem Text fehlende Szenen- und Akteinteilung nachzuholen und kam zu verschiedenen, nämlich vier- bis fünfaktigen Ergebnissen. Dies entspricht sehr den Gegebenheiten der Vorlage, denn der Text ahmt in seiner Form  Lukianische Dialoge nach und lehnt sich in Handlungsführung und Gestaltung der einzelnen Szenen eng an die attische Komödie des Aristophanes an, von denen er wichtige Charakteristika übernimmt: der lockere Aufbau, das Fehlen einer Normalstruktur, die Verschiedenheit der Handlungsorte, die äußerste Buntheit der Personals, die eigentümliche Mischung von Scherz und Ernst und schließlich die breit ausgemalten Naturalia. Es fehlt jede epische Einkleidung, wie eine Vorrede oder Inhaltsangabe, die Dialoge sind lebendig und kurzweilig geführt, die Charaktere scharf und eindeutig gezeichnet. Die Handlung ist ohne Abschweifungen recht geradeaus und findet in dem zentralen Beichtgespräch seinen inhaltlichen Schwerpunkt einerseits und eine dramatische Pause andererseits, bevor die Dedolation als dramatischer Höhepunkt das Szenario beendet. Auf diese Weise steht der Text des Eccius dedolatus zwischen den Gattungen der humanistischen Satire und der in ihren Inhalten sehr viel schärferen, auch weniger witzigen reformatorischen Streitschrift.

## Intention
Nach der Leipziger Disputation wurde der Prozess gegen Luther im Sommer 1520 wieder aufgenommen. Der Eccius dedolatus ist ein Versuch der in der Disputation unterlegenen Gegenseite, Eck in ein möglichst schlechtes Licht zu rücken und ihn so der Lächerlichkeit preiszugeben. Die Autoren bemühten sich, Eck als moralisch verkommenen, völlig verweltlichten und lasterbefrachteten Kleriker darzustellen. Da charakterliche und körperliche Schwächen im Text gleichgesetzt werden, wird Eck hier auch körperlich angegriffen (z. B. Entmannung).

## Adressaten
Der Eccius dedolatus richtete sich vornehmlich an ein gebildetes, humanistisches Publikum, schon weil er in lateinischer Sprache verfasst wurde. Bühnengeschehen und Figurenkonstellation sind ohne weiteres allgemein verständlich, bilden aber nur die erste Schicht des Witzes innerhalb des Textes. Die zweite Schicht setzt vor allem große Belesenheit der antiken römischen und griechischen Literatur voraus. Die unbekannten Autoren legten eine weitere, dritte satirische Schicht in den Text, die sehr viel weniger Zeitgenossen zugänglich war, weil sie auf Begebenheiten Bezug nimmt, die ganz eng an die betroffenen Personen der Angegriffenen und der Autoren gebunden sind. Es ist eine Art interner Witz, der die Kenntnis von Briefen und privaten Ereignissen voraussetzt. Nur wer sich bestens in diesem Kreis auskannte und auch über Kleinigkeiten unterrichtet war, wusste mit den ständig seitwärts verteilten Hieben und Stichen etwas anzufangen und ihren Witz zu würdigen. Besonders der den Text tragende Grundgedanke, Ecks Trunksucht, geht, zusammen mit den Anspielungen auf Mädchen und Huren auf einen Brief Ecks an zwei Ingolstädter Freunde vom 1. Juli 1519 zurück, der in lutherischen Kreisen schnell bekannt und oft gegen Eck verwendet wurde.

## Verfasser
Als Verfasser wurde 1520 ein Joannes Franciscus Cottalambergius Poeta Laureatus auf den Drucken in Erfurt und Basel angegeben. Wer sich hinter diesem Pseudonym verbarg, ist bis heute nicht eindeutig geklärt. Die Schrift entstand im Umfeld von Willibald Pirckheimer, ein wesentlicher Anteil wird dabei von einigen Forschern dem jungen Mediziner Fabian Zonarius (Gürtler) zugeschrieben.
Geschichte
Eck machte offenbar Willibald Pirckheimer für die Schrift verantwortlich, dessen Name erschien in den Bannbullen von 1520 und 1521 gegen Luther, wohl auf Betreiben Ecks.  Der Theologe Thomas Murner berichtete allerdings am 13. Januar 1521 in einem Brief an Sebastian Brant von einem jungen verseschreibenden Mann, der vom Rat der Stadt Basel wegen des Eccius dedolatus aus der Stadt vertrieben wurde. Der Name wurde nicht genannt, es war aber offensichtlich nicht Pirckheimer gemeint.
Dieser bestritt auch zeitlebens, die Spottschrift verfasst zu haben.
Seit 1750 wurde er dennoch als Verfasser vermutet. Der Reformationshistoriker Andreas Jung äußerte 1830 Bedenken gegen eine Autorschaft Pirckheimers, ebenso der Ulrich von Hutten-Forscher Siegfried Szamatólski 1891. Paul Merker schlug 1923 den Straßburger Juristen Nikolaus Gerbel als Autor vor, was jedoch von den meisten anderen Historikern bald abgelehnt wurde. 1931 verwies der Pirckheimer-Forscher Hans Rupprich auf den bis dahin nahezu unbekannten Arzt Fabian Gürtler. Otto Clemen betonte 1932 den Einfluss Pirckheimers. Der Hutten-Forscher Heinrich Grimm unterstrich 1963 dagegen wieder die mutmaßliche Autorschaft von Fabian Gürtler. Dieser verfügte als Mediziner als einziger im Umfeld Pirckheimers über die nötigen Kenntnisse für die detaillierte Darstellung der Anamnesen im Text.
Von ihm ist zudem bekannt, dass er satirische Texte im Stile der Dunkelmännerbriefe verfasst habe und mit Hutten gut bekannt war.
Niklas Holzberg bezeichnete  1983 dagegen Fabian Zonarius als „entlegen“ und „kaum fassbar“ und stand dessen Autorschaft skeptisch gegenüber.
Das Verfasserlexikon zum deutschen Humanismus 1480–1520 von 2008 führt zwar Rupprichs und Grimms Thesen auf, verweist aber auch auf die Argumente zugunsten Pirckheimers.

### Text des Eckius dedolatus
- Eckius dedolatus, lat./dt., hrsg. von Niklas Holzberg: Reclam, Stuttgart 1983, ISBN 3-15-007993-4.

### Forschungsliteratur
- Best, Thomas W.: Eccius dedolatus. A reformation satire. University Press, Lexington, Mass. 1971.
- Holzberg, Niklas: Zum Problem der Verfasseridentifizierung: Der „Eccius dedolatus“ – ein Werk Willibald Pirckheimers?, in: D. Peschel (Hrsg.): Germanistik in Erlangen (Erlanger Forschungen, Reihe A, Bd. 31), Erlangen 1983
- Iserloh, Erwin: Johannes Eck (1486–1543), Scholastiker – Humanist – Kontroverstheologe, Münster 1981
- Könneker, Barbara: Satire im 16. Jahrhundert. Epoche – Werke – Wirkung, München 1991.
- Paul Merker: Der Verfasser des „Eccius dedolatus“ und anderer Reformationsdialoge. Mit einem Beitrag zur Verfasserfrage der „Epistolae obscurorum virorum“. Niemeyer, Halle/Saale 1923.
- Moeller, Bernd: Die deutschen Humanisten und die Anfänge der Reformation, in: Zeitschrift für Kirchengeschichte 70, 1959, S. 46–61, auch in: ders.: Die Reformation und das Mittelalter. Kirchenhistorische Aufsätze. Hrsg. J. Schilling, Göttingen, 1991